# Marouette de Henderson
Porzana atra
Espèce
Synonymes
- Zapornia ater (North, 1908)
- Nesophylax ater (North, 1908)

Statut de conservation UICN

 VU D2 : Vulnérable
La Marouette de Henderson ou Râle de Henderson (Porzana atra) est une espèce d'oiseaux de la famille des Rallidae.

## Répartition
Cette espèce est endémique de l'île d'Henderson dans les îles Pitcairn.

## Publication originale
- (en) North, 1908 : On three apparently undescribed birds from Henderson or Elizabeth Island. Records of the Australian Museum, vol. 7, p. 29-32.